# Слюсар Борис Іванович
Бори́с Іва́нович Слю́сар (*24 серпня 1930, Градизьк, нині селище міського типу Глобинського району Полтавської області) — український письменник-гуморист, композитор, аранжувальник-баяніст, музичний педагог. Член Кіровоградського обласного літературного об'єднання «Степ».

## Біографія
У 1948—1953 роках навчався в Дніпропетровському музичному училищі імені Михайла Глинки (клас баяна). У 1960—1966 роках заочно навчався в Харківському інституті мистецтв.
Викладав музичні дисципліни у вищих і середніх навчальних закладах Олександрії, Рівного (музичне училище та педагогічний інститут), Кам'янця-Подільського (у 1962—1984 роках, училище культури), Світловодська.

## Літературна творчість
Друкувався в газетах та журналах СРСР («Вітчизна», «Прапор», «Україна», «Перець», «Старт», «Під прапором ленінізму», «Трибуна лектора» та ін.). Твори перекладено російською, білоруською, литовською, казахською, татарською мовами.

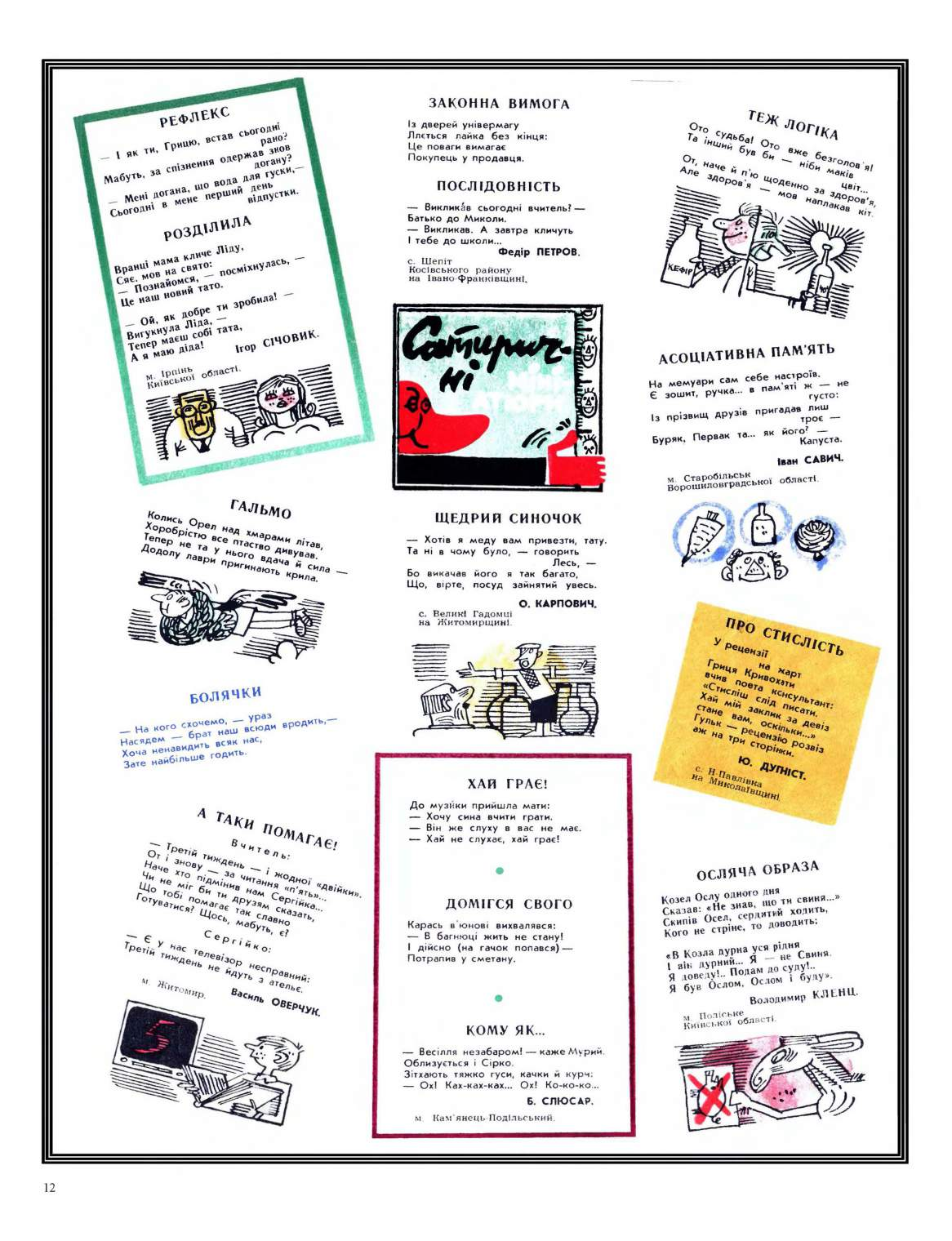
Журнал «Перець» 1972, 1974 рр.

Переможець конкурсів: «Робітничої газети» (Київ, 1987), «Від вуха до вуха» (Київ, 1997), «Україна — Центр» (Кіровоград, 1998, 1999).
Учасник колективних збірок: «Сатиричним залпом», «Пісня і праця», «На веселім перехресті», «Перченя», «Антологія хмельницьких поетів», «Веселий букет», «Веселий ярмарок» — всі випуски, «Слово до слова — весела розмова», «П'яте колесо».
Автор поетичних збірочок для дітей «Веселі каруселі», «Веселі загадки».
Автор книжок гумору для дорослих «Круте яйце», «Центральна фігура», «Макраме із куцометражек».

## Музична творчість
Інструментальні твори Бориса Слюсара, його обробки народних пісень для баяна, пісні видавалися у центральних музичних видавництвах.
Крім інструментальних п'єс, написав пісні «Кам'янчанко мила», «Грім гуде, дощ іде», «Не забудь солов'їної пісні».